# Ecoredipharm
El Ecoredipharm es un equipo de fútbol de Madagascar que milita en la Liga Regional de Toamasina, una de las ligas que componen el segundo nivel en el país.

## Historia
Fue fundado en la ciudad de Toamasina, al este de Madagascar y su mayor logro ha sido ganar el título del Campeonato malgache de fútbol en la temporada 2003, mismo año en el que ganaron la supercopa luego de vencer al Léopards Transfoot en la final, aunque no volvieron a jugar en la máxima categoría desde la temporada 2006.
A nivel internacional han participado en un torneo continental, la Liga de Campeones de la CAF 2004, en la cual fueron eliminados en la ronda preliminar por el St Michel United FC de Seychelles.

## Palmarés
- Campeonato malgache de fútbol: 1

2003
- Supercopa de Madagascar: 1

2003

## Participación en competiciones de la CAF
| Temporada | Torneo                      | Ronda      | Club                | Casa | Visita | Global |
| --------- | --------------------------- | ---------- | ------------------- | ---- | ------ | ------ |
| 2004      | Liga de Campeones de la CAF | Preliminar | St Michel United FC | 0-0  | 0-2    | 0-2    |